# 山口県道27号山口徳山線
山口県道27号山口徳山線（やまぐちけんどう27ごう やまぐちとくやません）は、山口県山口市から周南市に至る県道（主要地方道）である。

## 概要
山口市下小鯖から周南市大字戸田（へた）に至る。
区間の大部分が狭隘で線形も悪いが、部分的に付け替え工事を行っている。
全線を通しての交通量は少ない。

### 路線データ
- 起点：山口市下小鯖（国道262号交点）
- 終点：周南市大字戸田（戸田交差点、国道2号交点、山口県道192号串戸田線終点）

## 歴史
- 1993年（平成5年）5月11日 - 建設省から、県道奈美山口線・県道防府徳地線の一部・県道中山徳山線・県道串戸田線の一部が山口徳山線として主要地方道に指定される[1]。

## 路線状況

### 重複区間
- 山口県道197号仁保中郷奈美線（山口市仁保中郷 - 防府市大字奈美）
- 山口県道24号防府徳地線（防府市大字奈美 - 防府市大字中山）
- 山口県道184号三田尻港徳地線・山口県道503号佐波川自転車道線（防府市大字和字 - 防府市大字久兼）
- 山口県道192号串戸田線（周南市大字湯野 - 周南市大字戸田（へた）・戸田交差点（終点））

### 道路施設

#### 橋梁
- 虹橋（佐波川、防府市）

### 異常気象時の規制
湯野の先・周南市河内 - 防府市境に大雨時規制予告表示あり

## 地理

### 通過する自治体
- 山口市
- 防府市
- 周南市

### 交差する道路
| 交差する道路                                                                        | 市町村名 | 交差する場所     | 交差する場所      |
| ----------------------------------------------------------------------------------- | -------- | ---------------- | ----------------- |
| 国道262号 山口県道502号山口防府小郡自転車道線                                       | 山口市   | 下小鯖           | 起点              |
| 山口県道197号仁保中郷奈美線 重複区間起点                                            | 山口市   | 仁保中郷         |                   |
| 山口県道24号防府徳地線 重複区間起点 山口県道197号仁保中郷奈美線 重複区間終点        | 防府市   | 大字奈美         |                   |
| 山口県道24号防府徳地線 重複区間終点                                                 | 防府市   | 大字中山         |                   |
| 山口県道184号三田尻港徳地線 重複区間起点 山口県道503号佐波川自転車道線 重複区間起点 | 防府市   | 大字和字         |                   |
| 山口県道184号三田尻港徳地線 重複区間終点 山口県道503号佐波川自転車道線 重複区間終点 | 防府市   | 大字久兼         |                   |
| 山口県道192号串戸田線 重複区間起点                                                  | 周南市   | 大字湯野         |                   |
| 国道2号 山口県道192号串戸田線 重複区間終点                                          | 周南市   | 大字戸田（へた） | 戸田交差点 / 終点 |

### 交差する鉄道
- 山陽新幹線

### 沿線
- 防府市立小野中学校
- 湯野温泉
- 周南市立湯野小学校

### 峠
- 桜ヶ峠（山口市 - 防府市）
- 野峠（防府市 - 周南市）